# 검역소
검역소(檢疫所)는 다른 나라에에서 감염병이나 병해충 등이 반입되거나 또 반출되는 것을 막기 차단을 하는 기관이다.

## 일본
일본에서의 검역소는 후생노동성의 시설 등 기관으로 지정되어 있으며, 건강국이 소관한다. 오타루항, 시오가마항, 나리타 국제공항, 도쿄항, 요코하마항, 니가타항, 나고야항, 오사카항, 간사이 국제공항, 고베항, 히로시마항, 하카타항, 나하항 등에 검역소를 설치하고, 검역법 · 감염증 예방 및 감염증 환자에 대한 의료에 관한 법률 · 식품위생법 등에 따라 입국자나 수입 식품에 대한 검역 업무를 행한다.

### 조직 체제
일본 전국의 주요 항구및 공항에 본소, 지소, 출장소가 설치되어 있다.
- 본소 (13개소)
  - 오타루 검역소 (항구)
  - 센다이 검역소 (항구)
  - 나리타 공항 검역소 (공항)
  - 도쿄 검역소 (항구)
  - 요코하마 검역소 (항구)
  - 니가타 검역소 (항구)
  - 나고야 검역소 (항구)
  - 오사카 검역소 (항구)
  - 간사이 공항 검역소 (공항)
  - 고베 검역소 (항구)
  - 히로시마 검역소 (항구)
  - 후쿠오카 검역소 (항구)
  - 나하 검역소 (항구)

- 지소 (14개소)
  - 오타루 검역소 치토세 공항 검역소 지소 (공항)
  - 센다이 검역소 센다이 공항 검역소 지소 (공항)
  - 도쿄 검역소 치바 검역소 지소 (항구)
  - 도쿄 검역소 도쿄 공항 검역소 지소 (공항)
  - 도쿄 검역소 가와사키 검역소 지소 (항구)
  - 나고야 검역소 시미즈 검역소 지소 (항구)
  - 나고야 검역소 중부 공항 검역소 지소 (공항)
  - 나고야 검역소 욧카 이치 검역소 지소 (항구)
  - 히로시마 검역소 히로시마 공항 검역소 지소 (공항)
  - 후쿠오카 검역소 모지 검역소 지소 (항구)
  - 후쿠오카 검역소 후쿠오카 공항 검역소 지소 (공항)
  - 후쿠오카 검역소 나가사키 검역소 지소 (항구)
  - 후쿠오카 검역소 가고시마 검역소 지소 (항구)
  - 나하 검역소 나하 공항 검역소 지소 (공항)

- 출장소 (78개소)
  - 항구 (59개소)
  - 공항 (19개소)